# Хлібозавода
Хлібозаво́да (рос. Хлебозавода) — селище у складі Прокоп'євського округу Кемеровської області, Росія.

## Населення
Населення — 6 осіб (2010; 9 у 2002).
Національний склад (станом на 2002 рік):
- росіяни — 100 %